# Siegmar Wätzlich
Siegmar Wätzlich (ur. 16 listopada 1947 w Rammenau, zm. 18 kwietnia 2019) – niemiecki piłkarz grający na pozycji lewego obrońcy.

## Kariera klubowa
Wätzlich urodził się w mieście Rammenau. Karierę piłkarską rozpoczął w tamtejszym klubie SG Rammenau, a następnie odszedł do Dynama Drezno i w jego barwach zadebiutował w sezonie 1967/1968 w rozgrywkach pierwszej ligi NRD. Swoje pierwsze sukcesy z Dynamem zaczął osiągać w latach 70. W sezonie 1970/1971 wywalczył z nim pierwsze w karierze mistrzostwo kraju oraz zdobył Puchar NRD (2–1 w finale z Dynamem Berlin). W sezonie 1972/1973 po raz drugi został mistrzem Niemieckiej Republiki Demkratycznej i był to ostatni sukces w karierze klubowej Siegmara. W 1975 roku zakończył on piłkarską karierę z powodu kontuzji stawu kolanowego, a w barwach Dynama rozegrał 139 ligowych meczów i zdobył w nich 10 goli.

## Kariera reprezentacyjna
W reprezentacji Niemieckiej Republiki Demokratycznej Siegmar Wätzlich zadebiutował 7 października 1972 roku w wygranym 5–0 spotkaniu przeciwko Finlandii. W 1972 roku był członkiem olimpijskiej reprezentacji NRD, która podczas XX Letnich Igrzysk Olimpijskich w Monachium wywalczyła brązowy medal. W 1974 roku został powołany przez selekcjonera Georga Buschnera do kadry na mistrzostwa świata w RFN, jedyny mundial, w którym uczestniczyła reprezentacja NRD. Tam wystąpił w czterech meczach swojej drużyny: przeciwko Australii (2–0), Chile (1–1), RFN (1–0) i Brazylii (0–1). Ostatni mecz w reprezentacji narodowej rozegrał w czerwcu 1975 roku przeciwko Islandii (1–2). Łącznie rozegrał w niej 24 mecze.